# Kang Dzsunho
Kang Dzsunho (hangul: 강준호, handzsa: 姜俊鎬, RR: Gang Jun-ho; 1928. június 22. – 1990. szeptember 24.) olimpiai bronzérmes dél-koreai ökölvívó. Az 1952. évi nyári olimpiai játékokon harmatsúlyban bronzérmet szerzett. Az 1968-as és 1972-es olimpián a dél-koreai ökölvívócsapat edzőjeként vett részt. Később profi ökölvívókat edzett, köztük a WBC kisváltósúlyú bajnokát, Kim Szanghjon (Kim Sang-hyeon)t és a WBC légsúlyú bajnokát, Pak Cshanhi (Park Chan-hui)t.

## Olimpiai szereplése
| 1952. évi olimpiai játékok | 1952. évi olimpiai játékok | 1952. évi olimpiai játékok | 1952. évi olimpiai játékok    | 1952. évi olimpiai játékok | 1952. évi olimpiai játékok | 1952. évi olimpiai játékok | 1952. évi olimpiai játékok |
| Versenyző                  | Versenyszám                | Selejtező                  | Nyolcaddöntő                  | Negyeddöntő                | Elődöntő                   | Döntő                      | Helyezés                   |
| Versenyző                  | Versenyszám                | Ellenfél Eredmény          | Ellenfél Eredmény             | Ellenfél Eredmény          | Ellenfél Eredmény          | Ellenfél Eredmény          | Helyezés                   |
| -------------------------- | -------------------------- | -------------------------- | ----------------------------- | -------------------------- | -------------------------- | -------------------------- | -------------------------- |
| Kang Dzsunho (Gang Jun-ho) | Harmatsúly                 |                            | Fazlollah Nikkhah (IRI) · 3-0 | Davey Moore (USA) · 2-1    | John McNally (IRL) · 0-3   | kiesett                    |                            |